# Yuka Mamiya
Yuka Mamiya, coniugata Ōsaki (間宮佑圭?, Mamiya Yuka; Tokyo, 3 aprile 1990), è un'ex cestista giapponese.

## Carriera
Con il Giappone ha disputato i Giochi olimpici di Rio de Janeiro 2016.